# Puente de La Cartuja
El puente de La Cartuja de Jerez de la Frontera (España) es un puente localizado sobre el río Guadalete.

## Historia

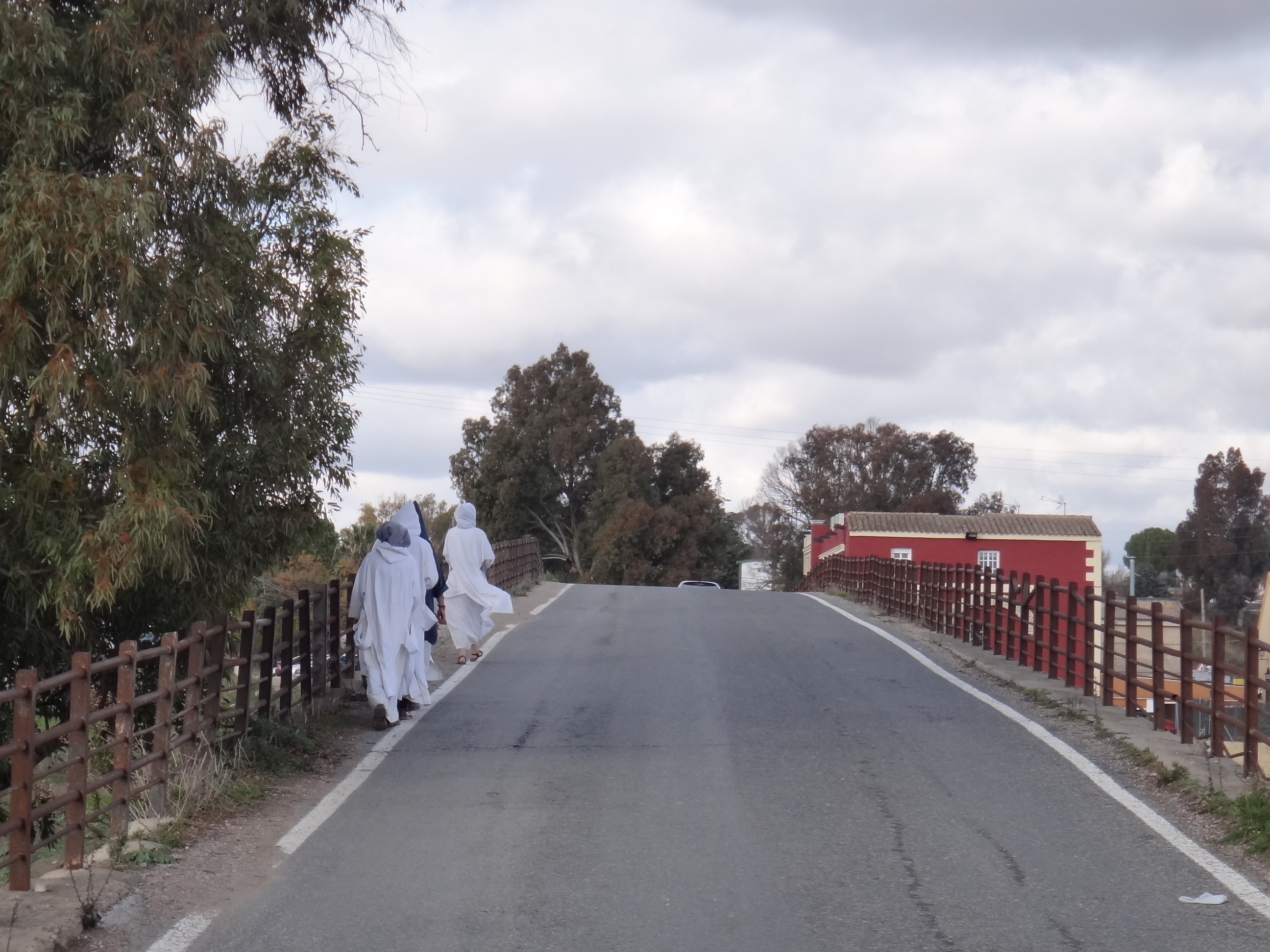
Monjas de Belén cruzando el puente

Fue importante la construcción del puente, ya que era el principal paso hacia Jerez desde el sur, que serviría de reemplazo al Vado de Medina, por donde debían discurrir el trasiego desde dichas poblaciones.
La obra comenzó en 1525 y se empezó a usar en 1541.
De sus inmediaciones sale el histórico camino de "La Trocha" que comunica con Algeciras

## Entorno

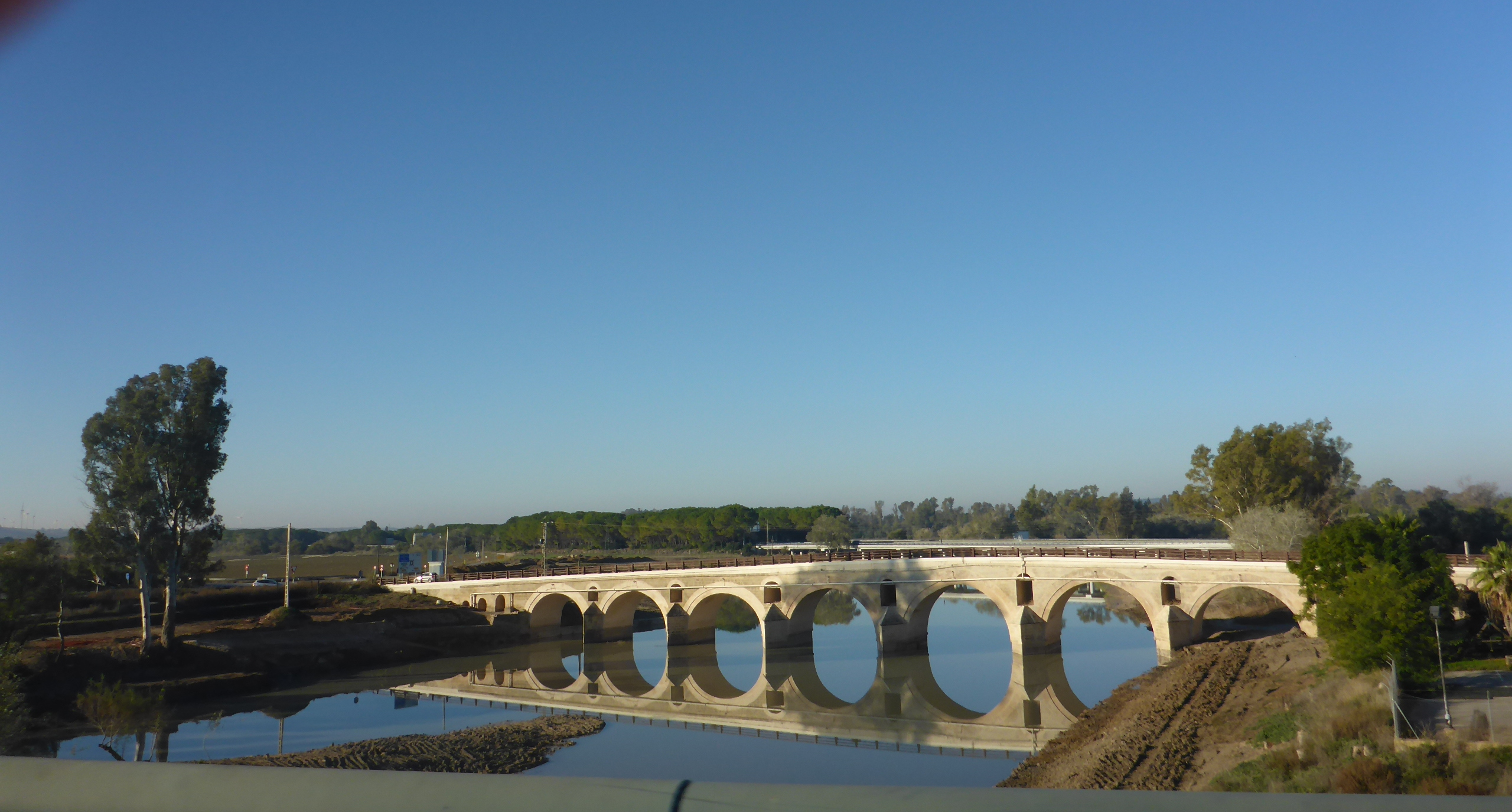
Puente

El entorno del puente fue adecentado para evitar daños ante crecidas del río.
En 2017 se comienza la construcción de un sendero desde el puente a El Puerto de Santa María por la vera del río.
En sus inmediaciones se encuentra la laguna de Las Quinientas, en camino del Puente a Puerto Real.

## Conservación
En 2017 se repara la "zona de los puentes" y el puente en cuestión pasa de tener tres ojos abiertos al agua a seis.
Se ha propuesto la consideración de Bien de Interés Cultural para conservar el puente.